# マリボル
マリボル（スロベニア語: Maribor（マーリボル）、ドイツ語: Marburg an der Drau（マールブルク・アン・デア・ドラウ））は、スロベニア北東部の市。スロベニアの中で2番目に大きい都市であり、11の特別市のうちの1つである。
マリボルは、ドラヴァ川とポホリェ山地が出会う場所、ドラヴァ川谷にある。シュタイエルスカ地方最大の都市で、オーストリアのグラーツとはおよそ60km程度の距離である。

## 歴史

### 中世
1164年、マルヒブルヒ（Marchburch、中高ドイツ語で三月の城）で知られる城が、シュタイアーマルク公国における記録に記された。マリボルは1204年に初めて城近くの市場として記載され、1254年に町の特権を授けられた。1278年、神聖ローマ皇帝ルドルフ1世がボヘミア王オタカル2世に勝利した後、急速に町は発展した。マリボルは1480年と1481年の2度マティアス・コルヴィヌス軍に、1532年と1683年の2度オスマン帝国軍に包囲された。市は1918年までハプスブルク家の支配下にあった。

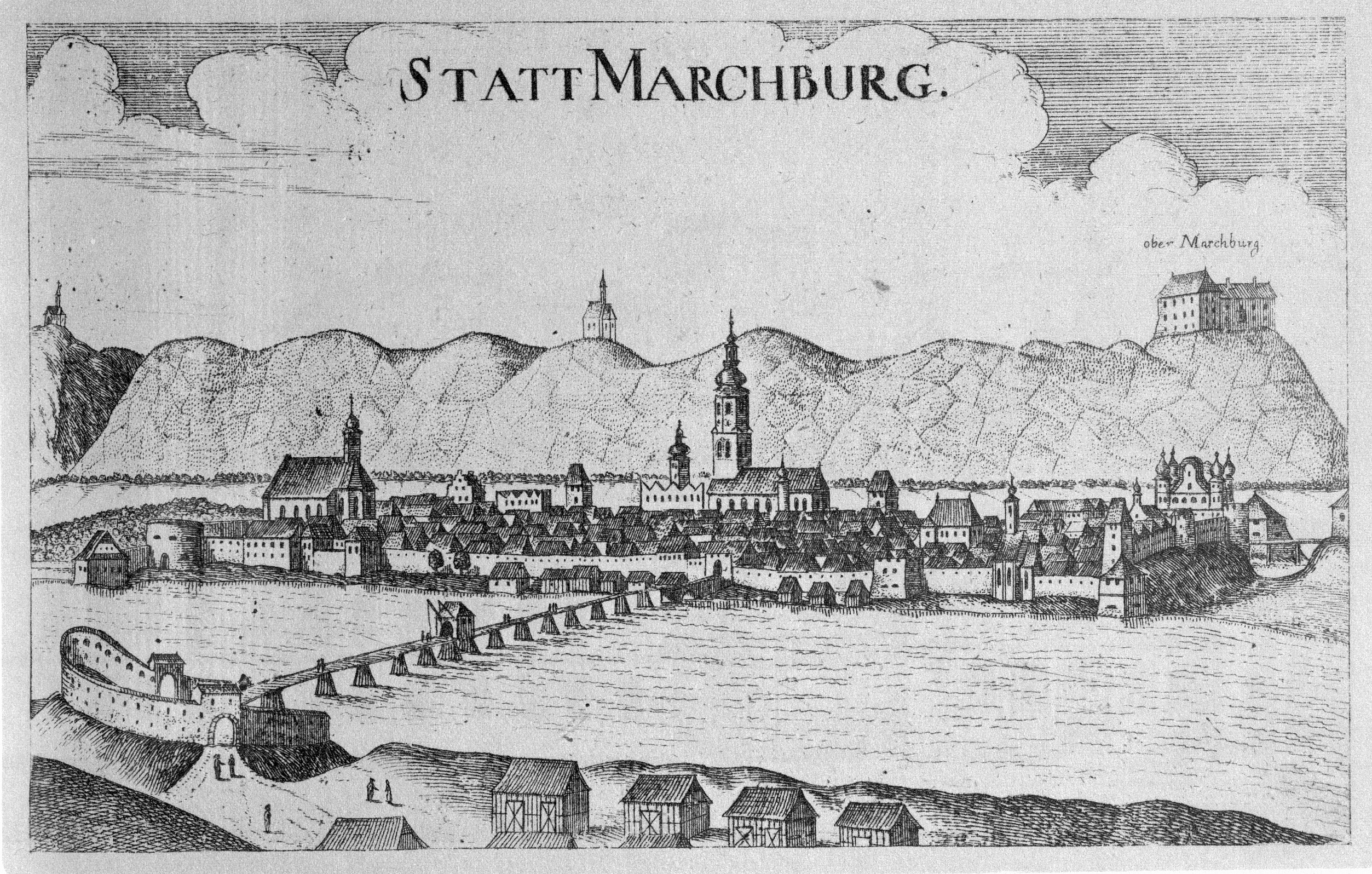
17世紀のマルヒブルク

19世紀以前のマリボルはカトリック教会のグラーツ＝セッカウ司教座に含まれ、1859年6月1日にはラヴァント司教座の一部となり、司教公の本拠地となった。司教座の名前（スロベニア北部コロシュカ地方を流れドラヴォグラード村でドラヴァ川に合流する川の名前）が1962年3月5日、マリボル司教座へと変わった2006年4月7日、ローマ教皇ベネディクト16世によって司教座は大司教座へ昇格した。
第一次世界大戦前、市の人口80％はドイツ人で、20％がスロベニア人であった。都市と公共生活の多くがドイツ人の手に握られていた。そのために、市のドイツ語名マルブルク・アン・デア・ドラウが主として知られていた。1910年に行われた最後のオーストリア＝ハンガリー帝国の国勢調査によると、マリボルと郊外のストゥデンツィ（ドイツ語名ブルンドルフ）、ポブレツィエ（ポバーシュ）、テズノ（テゼン）、ラドヴァニェ（ロトヴァイン）、クルツェヴィナ（カルトショヴィン）、コシャキ（ライターシュベルク）は、31,995人のドイツ人と6,151人のスロベニア人で構成されていた。拡大した周辺地域はほとんど排他的にスロベニア人が占め、多くのドイツ人はプトゥイのような小さな町で暮らしていた。

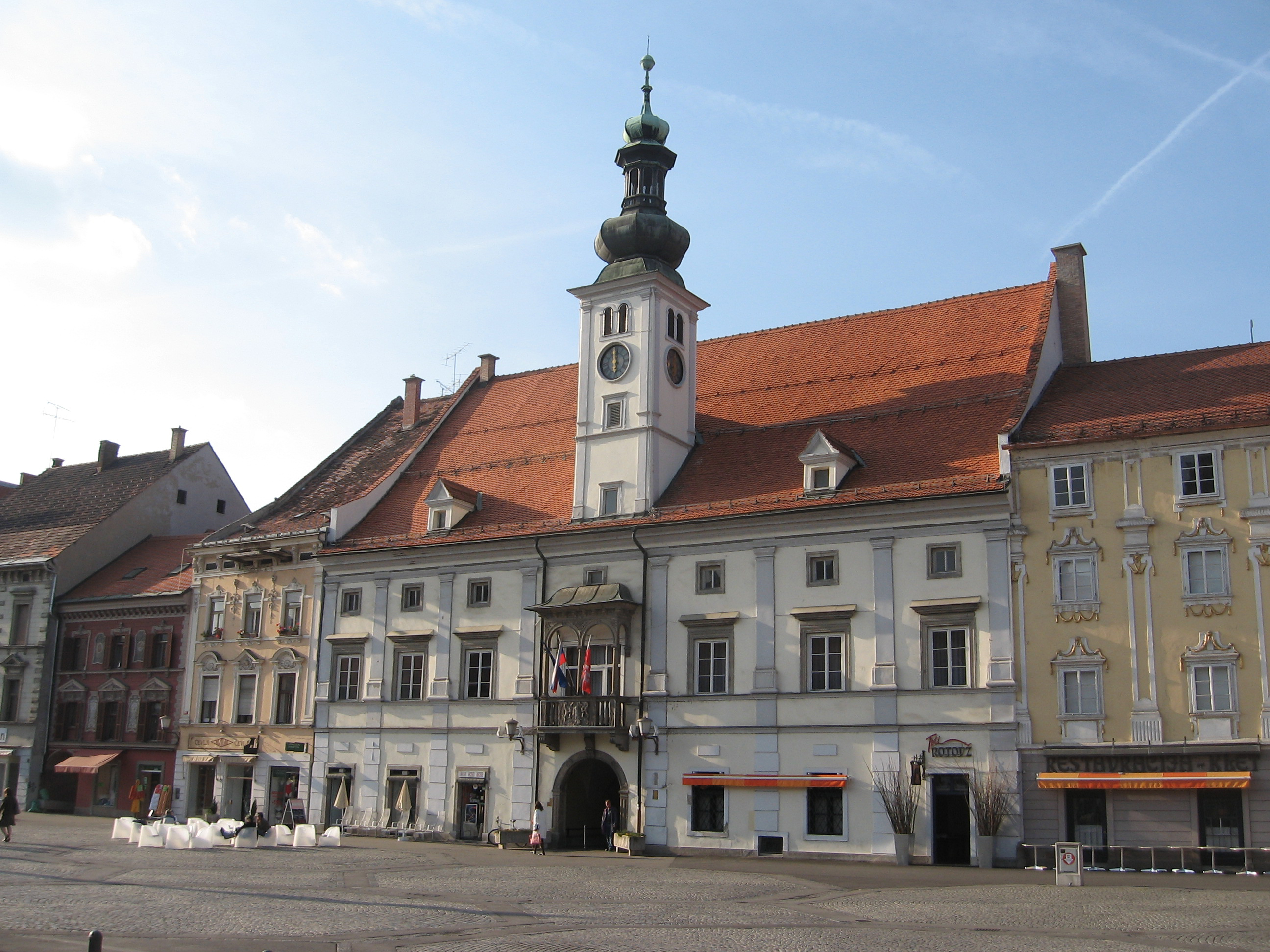
市庁舎

### オーストリア支配の終焉
第一次世界大戦中、ケルンテン公国（コロシュカ地方のドイツ語名）とシュタイヤーマルク公国の多くのスロベニア人たちは、伝えられるところでは帝国の敵となったことで留め置かれ、オーストリア人とスロベニア人との間の対立がさらに引き起こされた。オーストリア＝ハンガリーの崩壊後、マリボルの領有をスロベニア人・クロアチア人・セルビア人国とドイツ＝オーストリア共和国の両方が請求した。1918年11月1日、メリェの兵舎でアントン・ホリク大佐によって会合がもたれ、市がドイツ＝オーストリアに併合されることが決められた。陸軍少佐ルドルフ・マイスター（スロベニア語名:ルドルフ・マイストル、Rudolfu Maistru）はその会合に出席し、決定を拒否した。同日、シュタイエルスカ地方の国民議会によってマイスターは将軍の地位を与えられた。そしてドイツからの完全な解放を勝ち取るためにマリボルでスロベニア人の軍事部隊が組織された。ドイツ兵と士官全員が動員を解除され、新たにできたドイツ＝オーストリア共和国へ送還された。市議会は秘密の会合を開いた。ドイツ＝オーストリアがスロベニアの地を得ることが可能か否かをもたらす決定だった。彼らは、シュツヴァー（Schutzwehr、緑の警護兵）という軍の一部隊を組織した。およそ400人の腕の立つこの部隊の兵士たちはマイスターを脅かし、11月23日早朝にスロベニア軍がドイツ＝オーストリア側を武装解除するのを率いた。その結果、マリボルにおいてマイスターの幹部に対して実際の脅威はなかった。
1919年1月27日、ドイツが待ち望んでいたアメリカ合衆国の和平代表団が、マリボルの市場広場にてスロベニア軍によって攻撃された。数千人の市民たちが恐れおののいた。9人が犠牲となり、80人以上が重傷を負った。最終的に確証されていなかった射撃にその責任があった。ドイツの情報源は、きっかけがないのにマイスターの軍が射撃したと非難した。ポハル博士のようなスロベニア人目撃者は、ドイツ側が市庁舎を警備するスロベニア兵を攻撃したと証言した。なんにせよ、ドイツ人死者たちは非武装の人々であった。ドイツのメディアはこの事件を「マルブルクの血塗られた日曜日」と呼んだ。
マリボルがスロベニア軍の手中にしっかりと収まり、完全にスロベニア領に囲まれてから、第一次世界大戦の戦勝国とドイツ＝オーストリア側との間で1919年9月に締結されたサン＝ジェルマン条約で盛り込まれた国民投票なしに、マリボルはユーゴスラビア王国の一部とみなされるようになった。
1918年以後、マリボル在住のドイツ人たちはその多くがオーストリアへ向けて出国した。特に、マリボル周辺に出自を持たない将校たちだった。ドイツ人学校、クラブ、そして団体は新国家ユーゴスラビア王国で閉鎖された。それでも、1930年代の市人口の25％をドイツ人が占めていた。文化的同化の政策が少数派ドイツ人に対してユーゴスラビアで進められた。これはオーストリア国内で少数派スロベニア人に対してドイツ化が行われていることに対する反応であった。しかし、1930年代にこの政策は廃棄され、少数派ドイツ人の地位は顕著に改善された。

### 第二次世界大戦
1941年、ユーゴ領シュタイエルスカ地方はナチス・ドイツに併合された。4月下旬に、『この国を再びドイツの手に』と支持者を鼓舞していたアドルフ・ヒトラーは、マリボルを訪問し、マリボル城内で地元ドイツ人らによって大歓迎会が催された。占領後すぐに、ナチス・ドイツはスロベニア人大量追放に着手し、スロベニア人をクロアチア独立国、セルビア、後にはドイツ国内にあるナチスの強制収容所へと追放した。ナチスの目標は、戦後のシュタイエルスカのスロベニア人をドイツ化するか絶滅させることにあった。多くのスロベニア愛国者たちが人質にされ、後にはマリボルやグラーツの刑務所で銃殺された。これがユーゴのパルチザンが組織されるきっかけとなった。広範囲に渡る軍需産業を持つ主要工業中心地であるマリボルは、第二次世界大戦末期に連合国の組織的空襲を受けることになった。多くの地元ドイツ人たちは地元スロベニア人に対する犯罪に巻き込まれた。1945年の大戦終結後、残っていたドイツ人らは個別の犯罪行為の証明なしにドイツ人追放でマリボルを追われた。

### 共産主義体制
解放後、マリボルは、対オーストリア国境とイタリア国境に鉄のカーテンを建設しないというチトーの決定によって権限が与えられ、西側陣営との行き来が市民に許された。
1991年にスロベニアがユーゴスラビアから分離すると、ユーゴスラビア内の市場の喪失が厳しく市経済を緊張させた。マリボル経済は重工業を基盤とし、その結果失業率がおよそ25％に達する最悪の標準になった。状況は1990年代半ばから改善された。これは中小規模のビジネスと工場の成長のせいだった。スロベニアは2004年にEUに加入し、2007年には通貨ユーロを導入、2007年のクリスマスにスロベニア＝オーストリア間で国境全ての管理が廃止されたことで、シェンゲン条約を批准した。

## 現在のマリボル
マリボルの主たる観光地には、マリボル大聖堂（12世紀、ゴシック様式。現在マリボル大司教座がある）、市庁舎（ルネサンス様式）がある。マリボル城は15世紀以来の歴史をもつ。
市内には1961年創立のマリボル大学、その他各種学校がある。フィロキセラ禍にも遭わず400年以上前からあるという、世界最古のワイン用ブドウ・スタラ・トルタがある。

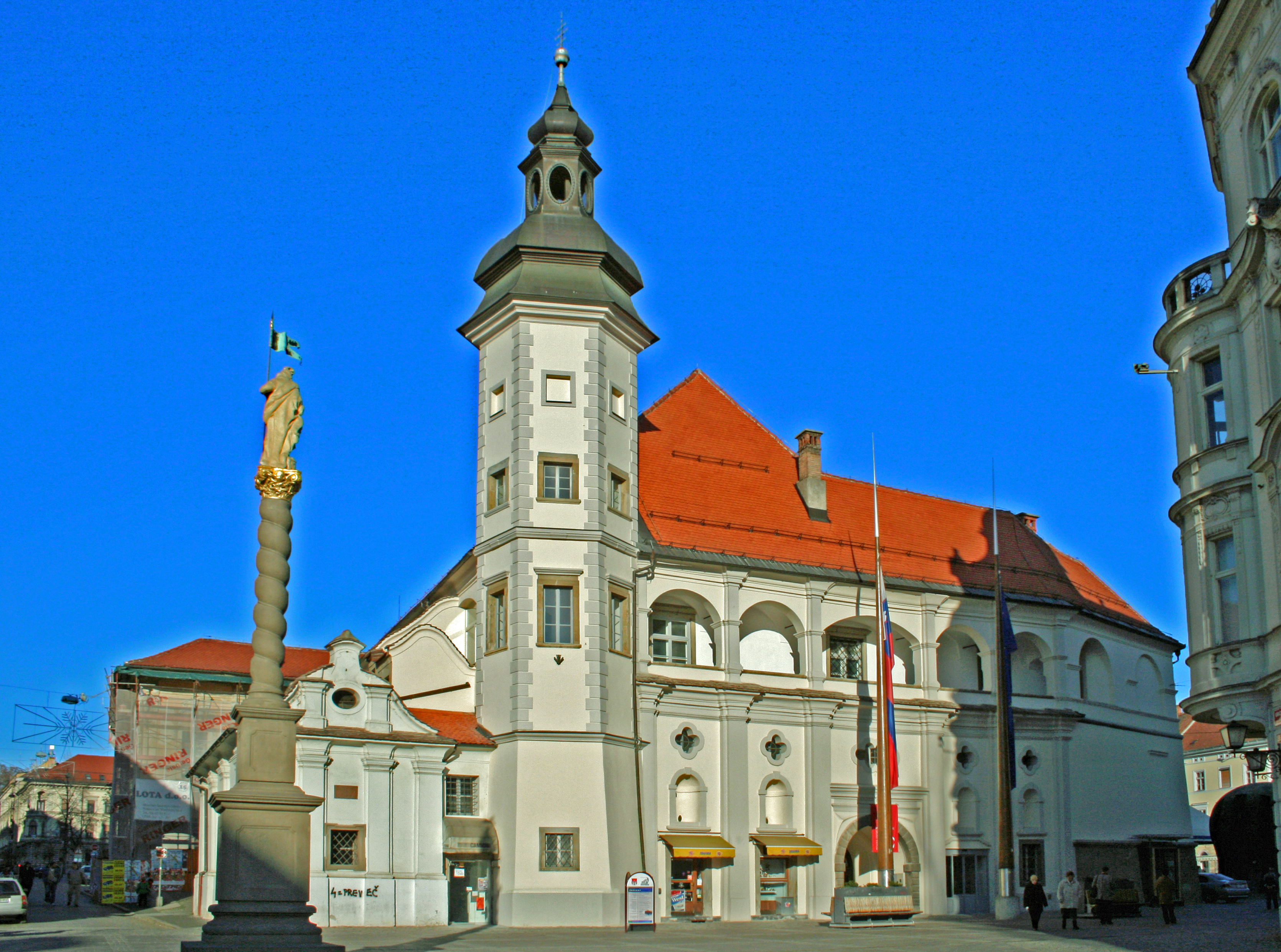
マリボル城

マリボルをホームタウンとするプロサッカークラブは、NKマリボルである。このクラブは1999年-2000年シーズンのUEFAチャンピオンズリーグに出場した。ホームスタジアムはリュドスキ・ヴルト。
毎年1月、市郊外のポホリェ山地の斜面にある  のスキー・センターは、アルペンスキー・ワールドカップの女子回転と大回転の試合を開催する。この試合はスロベニア語でズラタ・リシツァ（黄金のキツネ）の名で知られる。毎年6月、2週間の
（レントと呼ばれる河岸にちなむ）が催され、100を超える音楽・演劇など各種行事が行われる。
マリボルは2000年に『アルプス山脈都市』と名付けられ、2012年度欧州文化首都にポルトガルのギマランイスとともに選ばれた。2013年冬季ユニバーシアード大会の開催地に決定されていたが、財政難から返上してしまっている。

## 交通
道路
- A1　グラーツ-(国境)-シェンティリ-マリボル-スロヴェンスカ・ビストリツァ-リュブリャナ

鉄道
- マリボル駅 - ジダニ・モスト - シェンティイ線、ドラウ谷線

航空
- マリボル空港 - スロベニア第2の空港。観光客用の季節運航チャーター路線が中心。

## 出身者
- ダニロ・テュルク - スロベニア大統領
- ヴィルヘルム・フォン・テゲトフ - 海軍軍人
- ズラトコ・ザホヴィッチ - サッカー選手
- レネ・クルヒン - サッカー選手
- サーシャ・ブヤチッチ - バスケットボール選手
- サニ・ベシロビッチ - バスケットボール選手
- ミマ・ヤウソベッツ - テニス選手
- マックス・シェーンヘル - 作曲家・指揮者
- ブラニミール・スローカー - トロンボーン奏者

## 姉妹都市
- - オシエク、クロアチア
- - グラーツ、オーストリア
- - グリニッジ、イングランド
- - クラリェヴォ、セルビア
- - マールブルク・アン・デア・ラーン、ドイツ
- - ペタンジュ、ルクセンブルク
- - プエブロ、コロラド州、アメリカ
- - サンクトペテルブルク、ロシア
- - ソンバトヘイ、ハンガリー
- - トゥール、フランス
- - ウーディネ、イタリア

## 参照
1. ↑  Maister's rank of General was recognized by the Ministry of Defence of the National Government of SHS on December 14 1918; published in Official Journal No. 1